# Kàmenka (Irkutsk)
Kàmenka (en rus: Каменка) és un poble de l'óblast d'Irkutsk, a Rússia, que el 2012 tenia 252 habitants.